# ريد باترسون
ريد باترسون (بالإنجليزية: Reid Patterson)‏ هو سباح أمريكي، ولد في 2 يوليو 1932 في بينيفيلي في الولايات المتحدة، وتوفي في 15 يناير 2014 في نوكسفيل في الولايات المتحدة.

## وصلات خارجية
- ريد باترسون على موقع الاتحاد الدولي للسباحة (الإنجليزية)
- ريد باترسون على موقع أوليمبيديا (الإنجليزية)
- ريد باترسون على موقع قاعة جورجيا للمشاهير الرياضية (مؤرشف) (الإنجليزية)